# Lý-Nguyễn Savanna
Savanna Lý-Nguyễn (* 25. August 2000 in Brampton, Ontario) ist eine kanadisch-vietnamesische Tennisspielerin.

## Karriere
Lý-Nguyễn begann mit fünf Jahren das Tennisspielen und bevorzugt Hartplätze. Sie spielt vor allem bei Turnieren der ITF Women’s World Tennis Tour, wo sie bisher einen Titel im Doppel gewinnen konnte.
Sie belegte 2015 den fünften Platz bei den kanadischen Hallen-Provinzmeisterschaften und den nationalen Meisterschaften der U18. 2016 war sie Halbfinalistin im Doppel bei den U18 Indoor und Outdoor National Championships. Außerdem belegte sie 2017 den vierten Platz bei den U18 Nationals und wurde im Oktober vietnamesische Meisterin im Einzel im Phu Tho Tennis Club in Ho-Chi-Minh-Stadt.
2018 holte sich erneut den Titel im Dameneinzel der vietnamesischen Meisterschaften über Sĩ Bội Ngọc. Bei den Asienspielen scheiterte sie im Dameneinzel in der zweiten Runde an Han Na-lae mit 2:6 und 1:6. Im Damendoppel erreichte sie zusammen mit Partnerin Csilla Fodor das Achtelfinale, wo die beiden gegen Han Na-lae und Kim Na-ri mit 1:6 und 0:6 verloren. Im Mixed scheiterte sie an der Seite von Partner Nguyễn Văn Phương mit 2:6 und 2:6 an Gösäl Ainitdinowa und Timur Chabibulin.
2019 war Savanna Lý-Nguyễn die erste vietnamesische Spielerin, die das Finale im Dameneinzel der Südostasienspiele erreicht hat. Sie verlor das Finale gegen Aldila Sutjiadi und gewann die Silbermedaille.
2022 nahm sie an den Asienspielen teil, wo sie im Dameneinzel in der zweiten Runde gegen Kyōka Okamura mit 2:6, 6:3 und 4:6 verlor.
Im Jahr 2022 spielte Lý-Nguyễn erstmals für die vietnamesische Billie-Jean-King-Cup-Mannschaft. Sie bestritt in ihren bislang fünf Einsätzen fünf Einzel und Doppel, wovon sie vier Einzel und zwei Doppel gewinnen konnte.

### College Tennis
Von 2018 bis 2022 spielte Lý-Nguyễn für das Damentennisteam der Cougars der Washington State University.

## Turniersiege

### Doppel
| Nr. | Datum          | Turnier  | Kategorie | Belag     | Partnerin     | Finalgegnerinnen           | Ergebnis |
| --- | -------------- | -------- | --------- | --------- | ------------- | -------------------------- | -------- |
| 1.  | 13. April 2024 | Monastir | ITF W15   | Hartplatz | Michika Ozeki | Paris Corley Dasha Ivanova | 6:1, 6:1 |

## Persönliches
Lý-Nguyễn Savanna wohnt in Toronto.